# Ana Garbín Alonso
Ana Garbín Alonso, també coneguda com a “Anita Garbín” o la “madonna anarquista”, (Almería, 1915 - Béziers, 1977) va ser una modista i miliciana anarquista espanyola establerta a Catalunya, i exiliada a França, que es va convertir en una icona de la Guerra Civil espanyola gràces a la fotografia que Antoni Campañà li va fer l'any 1936.

## Biografia
Nascuda a Almeria en el sí d'una família anarquista, filla de Manuel Garbín Ibáñez, treballador de ferrocarrils, i Gabriela Alonso Martínez, fruitera, Garbín era la més gran de sis fills. Els pares de Garbín es van mudar molt aviat amb ella a Barcelona. Va treballar de modista i el 1936, amb 21 anys, va ser fotografiada pel fotògraf Antoni Campañà. El 1939 es va exiliar, creuant la frontera franc-espanyola fins a Béziers. Es va casar amb el comunista José Lumbreras, amb qui va tenir descendència.
Va morir el 1977 i fou enterrada al cementiri de Béziers.

## Lamadonnaanarquista
Ana Garbín va passar a la posteritat per una fotografia feta el 25 de juliol del 1936, a Barcelona, durant la Guerra civil espanyola. En aquesta imatge, Garbín sortia posant amb la bandera de la CNT-FAI. La foto seria fet i fet coneguda com la madonna anarquista.
El dia de la fotografia, Campañà caminava per la Rambla quan es troba amb Garbín en una barricada a la cantonada amb el carrer Hospital. Garbín observa el fotògraf i posa per a ell amb la bandera. Poc després, Campañà va ser detingut breument per un milicià que el va confondre amb un espia. D'altra banda, s'ha considerat la possibilitat que, en el moment de la fotografia, Garbín estigués embarassada.
La fotografia es va imprimir en cartells i llibres i Garbín es va convertir en una icona de la Guerra civil i «símbol de l'ànima revolucionària».3 S'ignorava l'origen de la imatge i el nom de la protagonista fins que, el 2018, els hereus de Campañà van revelar una sèrie de fotografies que l'autor va amagar per la por de les represàlies. Quan es van exposar les fotografies en públic, dos nebots de Garbín van identificar en una d'elles la seva tia, donant finalment nom a la miliciana anònima de la fotografia.